# 中村祐造
中村 祐造（なかむら ゆうぞう、1942年4月24日 - 2010年7月20日）は、日本の元男子バレーボール選手、元バレーボール日本男子代表監督。現役時代は、渾身のドライブサーブと熱血プレーでチームを引っ張った。

## 人物
1942年4月24日、兵庫県姫路市出身。
兵庫県立姫路工業大学附属高等学校（現・兵庫県立姫路工業高等学校）から八幡製鐵に入社。同社所属のバレーボール選手としてプレーした。
オリンピックには第18回東京大会、第20回ミュンヘン大会の2回出場。特にミュンヘン大会では日本代表主将としてチームを支え、準決勝のブルガリア戦に途中出場してセットカウント0-2と追い込まれた状況から逆転勝ちを呼び込む立役者のひとりとなるなど、日本の金メダル獲得に力を尽くした。
ミュンヘン大会の後は代表チームを引退したが、新日本製鐵堺の選手兼任監督として日本リーグを制覇するなど、卓越した指導力で新日鉄の黄金時代を築いた。
1973年、朝日体育賞、文部大臣賞受賞。
1977年～1979年の3年間、小山勉の後を受けてバレーボール日本男子代表監督に就任、1977年のバレーボールワールドカップで準優勝を果たすなどしている。
バレーボールの現場を離れてからはネフローゼ症候群に罹り、1996年にはアメリカ合衆国で腎臓移植手術を受けるなど健康に恵まれなかったが、病身の身をおしてバレーボールの普及指導活動などに取り組んでいた。
2010年7月20日、脳内出血のために逝去。68歳没。

## 球歴
- 全日本代表としての主な国際大会出場歴
  - オリンピック - 1964年、1972年
  - 世界選手権 - 1966年、1970年、1974年

## 受賞歴
- 1967年 - 第1回日本リーグ ブロック賞・ベスト6
- 1970年 - 第3回日本リーグ 敢闘賞・ブロック賞・ベスト6
- 1972年 - 第3回実業団リーグ ブロック賞
- 1973年 - 第4回実業団リーグ 最優秀選手賞・サーブ賞
- 1974年 - 第7回日本リーグ 最優秀選手賞・ベスト6
- 1975年 - 第8回日本リーグ 最優秀選手賞・ベスト6
- 1976年 - 第9回日本リーグ 優勝監督賞・最優秀選手賞・ベスト6
- 1977年 - 第10回日本リーグ 優勝監督賞

## 著書
- 『勝利への道しるべ』
- 『澪標』
- 『勝つための人づくり、組織づくり』
- 『若い力は優雅に鍛えよ！』
- 『勝つためのリーダー学』（PHP研究所）

## 脚註
1. ↑  ミュンヘン五輪バレー金、中村祐造氏死去 日刊スポーツ 2010年7月27日閲覧